# 山崎真実のサンデー・グッド・サポート
山崎真実のサンデー・グッド・サポート（やまさきまみのサンデー・グッド・サポート）は、2010年10月10日から2011年4月3日までの日曜日12:30 - 13:00に、TBSラジオで放送されていた番組である。パーソナリティは山崎真実と田中みな実（当時TBSアナウンサー）。三菱ふそうの一社提供であり、タイトルは『三菱ふそう PRESENTS 山崎真実のSUNDAY GOOD SUPPORT』（みつびしふそう プレゼンツ やまさきまみのサンデー グッド サポート）『三菱ふそう presents 山崎真実のサンデー・グッド・サポート』（読み同じ）とも表記。
TBSグループのラジオ番組制作会社であるテレコム・サウンズが制作をてがけていた。

## 概要
山崎と田中によるトークで構成されている。山崎にとっては『山崎真実のイヤならいうてな!』（2006年10月2日 - 2007年3月26日）以来3年半ぶりとなるTBSラジオでのレギュラー番組であった。
山崎は「真実姉」（まみねえ）、田中は「ミナミン」というニックネームを自ら提案したが馴染めないので、「田中」「みな実ちゃん」の愛称でそれぞれ呼んでいた。
2011年3月13日と3月20日は東北地方太平洋沖地震報道の影響で番組を休止。以後の放送は、三菱ふそうがCM自粛でスポンサーを降板し、CM枠はACジャパンで埋められた。

## コーナー
- サービスエリアミシュラン

山崎が全国の高速道路のサービスエリアの潜入調査してレポート。
『ネットワークTODAY』月曜日の『ほっとインフォメーション』でも放送していた。

## ゲスト
- 倉科カナ…2010年10月17日・24日・31日（第2回、第3回、第4回）
- 原幹恵…2010年11月14日（第6回）

※2011年3月13日に島谷ひとみ出演回を放送する予定だったが、先述のとおりお蔵入りになった。

## テーマソング
- If you do, I do（Fantastic Plastic Machine feat. DJ Yasa） ※アルバム「FPM」収録

## 参考資料
- 各種外部リンク